# Себастьян Сераковський
Себастьян Алойзи Сераковський (пол. Sebastian Alojzy Sierakowski; 9 січня 1743, Боґуславіце — 9 серпня 1824, Краків) — польський архітектор, єзуїт, настоятель капітули краківського собору в 1818 році, один з засновників і перший директор Астрономічної обсерваторії у Львові, ректор Ягеллонського університету (1809—1814).

## Біографія
Народився в Боґуславіцах (Малопольща) в сім'ї Романа і Терези з Сераковських. Племінник львівського латинського архієпископа Вацлава Сераковського. Навчався в Ярославі. 15 серпня 1759 року вступив до Товариства Ісуса на новіціат в Острозі. Вивчав математику у Львові (1764—1765), та богослов'я у Львові (1765—1767), Відні (1767—1768) та Римі (1768—1769). Висвячений на священника в Римі в 1768 році. Асистент астронома і професора математично-фізичних студій у Львівській єзуїтскій колегії в 1770—1771 роках. Від 1771 року за власні кошти проводив будівництво астрономічної обсерваторії у Львові. Покинув орден єзуїтів після його заборони в 1773 році.
З 1774 року — канонік краківського собору та коронний хранитель, згодом сенатор Вільного міста Кракова. У 1790 році він був священнослужителем Комітету цивільного та військового порядку Краківської губернії для Повдовського та Краківського повітів. За власним планом, він збудував церкву в Плешові поблизу Кракова в 1806 році. Він був автором плану регулювання округу Маривіл та облаштування королівського палацу у Варшаві. Після прибуття Станіслава Августа він створив проект реставрації Вавельського замку (1787). У 1809—1814 роках був ректором Ягеллонського університету (тоді Головна Краківська школа).
Він приєднався до Генеральної конфедерації Польського королівства в 1812 році. Він проектував реконструкцію зруйнованої ратуші в Кракові, краківської суконної зали (1818) та садиби в Радзішуві.
Серед його проектів також перша астрономічна обсерваторія у Львові, що входила то двадцятки перших в Європі. Себастьян Сераковський був серед її меценатів-засновників в 1771 році і керував нею, аж поки не поїхав зі Львова в 1773 році.
Буч членом масонських лож у Парижі та Львові, промовцем ложі «Цнотливий сармат». У XVIII столітті був членом масонської ложі «Святиня Ізіс».
Помер у Кракові 9 серпня 1824 року.

## Нагороди
- Лицарський хрест ордена Святого Станіслава